# Ornithocephalus dalstroemii
Ornithocephalus dalstroemii là một loài thực vật có hoa trong họ Lan. Loài này được (Dodson) Toscano & Dressler mô tả khoa học đầu tiên năm 2000.